# Нінья
«Ні́нья» (ісп. Niña — Дівчинка) — каравела, що була одним з трьох кораблів першої подорожі Христофора Колумба (1492). Справжнє ім'я каравели було «Санта-Клара» (ісп. Santa Clara). За традицією для іспанських кораблів того часу, корабель мав жіноче ім'я святої. Назва «Нінья» імовірно походить від імені власника каравели Хуана Ніньйо. На початку подорожі каравела несла на трьох щоглах косі латинські вітрила, замінені на Канарських островах через постійний вітер на прямі.

## Історія
Капітаном каравели 1492 був Вісенте Пінсон, а екіпаж становив 24 особи. Після того як на початку 1493 «Санта-Марія» сіла на рифи, «Нінья» стала флагманом Колумба. Каравела повернулась до порту Палос-де-ла-Фронтера 15 березня 1493 року. Брала участь у Другій експедиції до Америки у складі ескадри з 17 кораблів на Еспаньйолу, була флагманом при відкритті Куби. Єдина з кораблів вціліла в урагані (1495) і повернулась до Іспанії (1496).
При комерційній подорожі до Рима була захоплена французькими піратами, але капітану Алонсо Меделю з декількома матросами вдалось втекти. Йому вдалось віднайти каравелу біля мису Пула на Сардинії, захопити її і повернутись до Кадіса.
«Нінья» взяла участь у Третій подорожі Колумба до Еспаньйоли (1498). Для поселенців везла 18 т зерна, 17 т вина, 2.000 фунтів сиру, 7 т корабельних сухарів, 2 т борошна, 1 т соленого м'яса. Для захисту від піратів встановили 10 гармат з 80 ядрами, 100 фунтами пороху. Дійшла 1500 до Санто-Домінго, потім попливла до Перламутрового Узбережжя на острові Кубакуа (Cubagua) біля Венесуели, після чого більше не згадувалась.